# یکی در میان جمع
یکی در میان جمع (دانمارکی: Een blandt mange) یک فیلم خانوادگی درام به کارگردانی استرید هنینگ-ینسن است که در سال ۱۹۶۱ منتشر شد. از بازیگران فیلم می‌توان به پل هاگن، مورتن گرونولد و آرتور ینسن اشاره کرد.

## خلاصه داستان
«بو» پسری ۱۷ ساله است که پس از طلاق والدینش؛ با مادرش در آلبور زندگی می‌کند و پدر معمارش ساکن کپنهاگ است. او در بازدید از کپنهاگ با دختر جوانی در محل کار پدرش آشنا می‌شود و بلافاصله عاشق او می‌شود. بعداً معلوم می‌شود که این دختر، در واقع دوست‌دختر جدید پدرش است.